# Vito D'Anna
Vito D'Anna (14 de octubre de 1718 - 13 de octubre de 1769) fue un pintor italiano, considerado el pintor más destacado del rococó palermitano y uno de los artistas más importantes de Sicilia . 

## Biografía
Era el padre de Alessandro D'Anna, el cuñado de Francesco Sozzi y el yerno de Olivio Sozzi . 
Estudió con Pietro Paolo Vasta de 1736 a 1744, cuando regresó a Palermo. En Acireale, había pintado Retrato del preboste Gambino, (la obra se encuentra en la sacristía de la Catedral). 
En Palermo, Vito se casó con la hija del pintor catalán Olivio Sozzi. Sozzi colaboró para que D'Anna trabajara con el círculo de  Corrado Giaquinto en Roma. 
D'Anna pintó al fresco varios palacios y las iglesias de San Sebastiano, San Matteo y del Salvatore en Palermo. Entre sus obras están: su fresco de la Madonna dei Raccomandati en la iglesia del mismo nombre, su Natividad en la iglesia della Grotta, Autorretrato en la Galleria Zelantea. Su sobrino, Giuseppe Patania, también fue pintor. 

## Obras
- Apoteosis de Santo Domingo o Gloria dei santi domenicani, 1751, frescos de la cúpula, iglesia de Santa Catalina, Palermo.
- El triunfo de Minerva, 1751, fresco, Palazzo Benenati Ventimiglia, Palermo.
- Alegoría de las virtudes, 1751, frescos, Palazzo Benenati Ventimiglia, Palermo.
- Il Trionfo dei Re Magi, 1751–52, fresco, Chiasa dei Tre Re, Palermo.
- Trinità, óleo sobre madera, Palazzo Abatellis, Palermo.
- Apoteosis de Palermo, 1760, fresco del salón de baile, Palazzo Isnello, Palermo.
- Alegoría de las virtudes políticas, 1762, fresco del salón de baile, Palazzo Alliata di Pietratagliata, Palermo.[2]
- Gloria de los Príncipes de Resuttana, 1762, fresco del salón de baile, Villa Resuttana, Palermo.
- Gloria de San Basilio, 1763–65, frescos, iglesia de Santissimo Salvatore, Palermo.

## Honores
- En 1762 fue elegido miembro de la Academia de San Lucas.
- En 1765 fue nombrado conde palatino
- En 1765 se convirtió en Caballero de la Orden de la Espuela de Oro